# 13-й округ департамента Па-де-Кале
13-й избирательный округ департамента Па-де-Кале существовал до 2012 года и включал пять кантонов округа Ланс: Арн,  Ланс-Нор-Уэст,  Ланс-Нор-Эст, Ланс-Эст и Нуайель-су-Ланс. Общая численность населения по данным Национального института статистики за 2009 г. — 101 478 чел.
С 2012 года избирательный округ упразднен.
|  | Начало срока      | Конец срока       | Депутат      | Партия                  |
|  | ----------------- | ----------------- | ------------ | ----------------------- |
|  | 20 июня 2007 г.   | 17 июня 2012 г.   | Ги Делькур   | Социалистическая партия |
|  | 19 июня 2002 г.   | 19 июня 2007 г.   | Жан-Клод Буа | Социалистическая партия |
|  | 12 июня 1997 г.   | 18 июня 2002 г.   | Жан-Клод Буа | Социалистическая партия |
|  | 02 апреля 1993 г. | 21 апреля 1997 г. | Жан-Клод Буа | Социалистическая партия |

## Результаты выборов
|  | Кандидат       | Партия | Кол-во голосов | % голосов |
|  | -------------- | ------ | -------------- | --------- |
|  | Ги Делькур     | СП     | 23 574         | 64,22     |
|  | Беатрис Пермюи | СНД    | 13 137         | 35,78     |

|        | Кандидат       | Партия | Кол-во голосов | % голосов |
| ------ | -------------- | ------ | -------------- | --------- |
|        | Ги Делькур     | СП     | 13 690         | 34,93     |
|        | Беатрис Пермюи | СНД    | 8 757          | 22,34     |
|        | Бруно Трони    | ФКП    | 5 164          | 13,18     |
|        | Фредди Бодрен  | НФ     | 4 558          | 11,63     |
|        | Давид Буржуа   | СФД-ДД | 2 225          | 5,68      |
| Прочие | Прочие         | Прочие |                | менее 4 % |